# Nebet (reina)
| nb · t |

| nb · t |

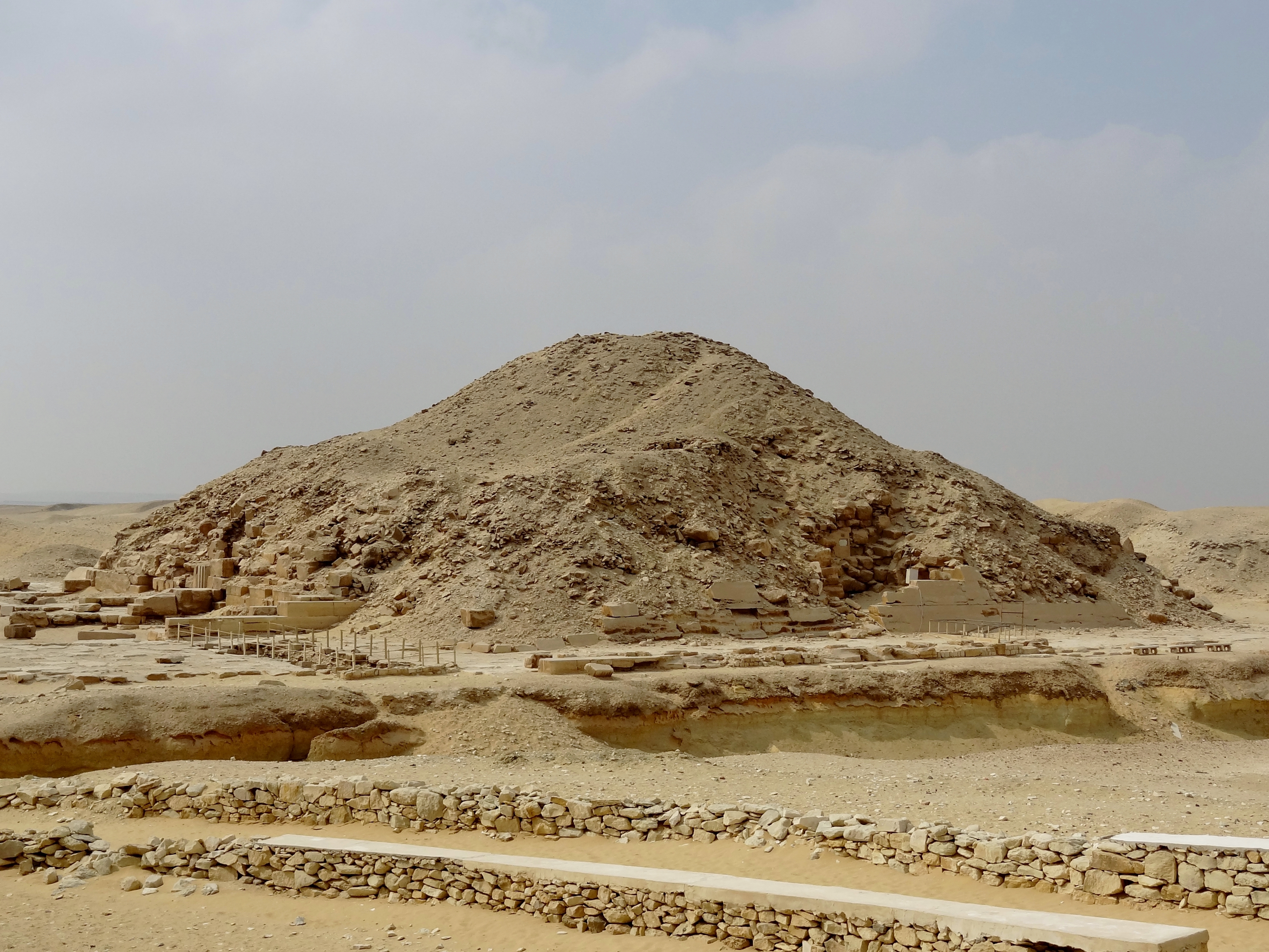
Pirámide de Unas en Sakara, Egipto, junto a la que Nebet fue enterrada.

Nebet fue una reina egipcia, esposa del rey Unis. Vivió en tiempos de la quinta dinastía de Egipto. Es tenida como la madre del príncipe de la corona o heredero Unis-ankh, aunque este hecho se discute. Además de Unis-ankh, Nebet también pudo ser la madre de las princesas Khentkaus, Neferut y Nefertkaus.

## Tumba
Nebet fue enterrada en una gran doble mastaba con otra reina, Khenut, al lado de la pirámide de Unas en Sakara. La mastaba fue excavada por Peter Munro.

## Títulos
Los títulos de Nebet eran: "Grande del Cetro hetes" (wrt-hetes), "La que ve a Horus y Set" (m33t-hrw-stsh), "Grande en Alabanzas" (wrt-hzwt), "La esposa del rey, su amada" (hmt-nisw meryt.f), "Consorte y Amada de las Dos Tierras" (sm3yt-mry-nbty), "Asistente del Grande" (khtt-wr), "Compañera de Horus" (smrt-hrw), "Compañera de Horus, su amada" (smrt-hrw-meryt.f) y "Compañero de Horus" (tist-hrw).
A pesar de poseer los títulos de una reina, es representada en su tumba como una dama de alto rango, sin ninguna de las insignias de una reina.
Tenía sus propias propiedades personales, que eran administradas por mujeres.